# Jüdisches Museum der Türkei

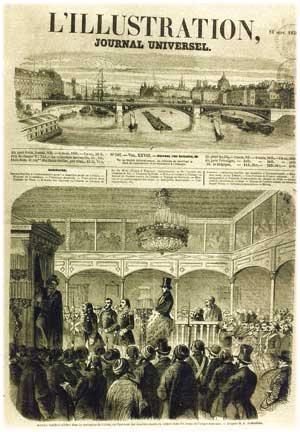
Im September 1856 wurde eine Zeremonie in der Zülfaris-Synagoge abgehalten, um der jüdischen Soldaten in der französischen Armee zu gedenken, die zusammen mit den Osmanen gegen die Russen im Krimkrieg fielen. Eine Militäreinheit unter Stabsoberst Garbi Bey war bei dieser Zeremonie anwesend.

Das Jüdische Museum der Türkei ist ein Kulturzentrum im Stadtteil Karaköy von Istanbul, das von der 500. Jahr-Stiftung (500. Yıl Vakfı) etabliert wurde, um die Gesellschaft über die Traditionen und die Geschichte des türkischen Judentums zu informieren. Es wurde am 25. November 2001 eingeweiht. Die Stiftung wurde 1989 von 113 türkischen Bürgern gegründet, sowohl Juden als auch Muslime, aus Anlass der Fünfhundertjahrfeier der Ankunft der Sephardim im Osmanischen Reich. Die Idee zu einem Museum wurde von Naim Güleryüz aufgeworfen, der Kurator des Museums ist. Die Stiftung wurde von der prominenten jüdischen Kamhi-Familie finanziert.

## Gebäude
Das Museumsgebäude, das ehemals als Zülfaris-Synagoge bekannt war, wurde restauriert und umgestaltet. Die Synagoge existierte bereits im Jahre 1671, und ihre Grundmauern deuten auf einen Vorgängerbau aus der Kolonialzeit der Republik Genua hin. Es wurde in den Schriftquellen als „Heilige Sinavi (Synagoge) in Galata“ oder „Kal Kadoş Galata“ erwähnt und „Zülfaris“ genannt, was nach neuerer Theorie vom persischen Wort „Zülf-ü Arus“ hergeleitet ist, was „der Rand einer Brücke“ bedeutet. Das heutige Gebäude wurde vermutlich im frühen 19. Jahrhundert errichtet.

### Zeitleiste
- 1882 –  Der Marmor-Rahmen um den Toraschrein wird von Samuel Malki gespendet.
- 1890 –  Reparatur-Arbeiten wurden mit finanzieller Unterstützung der Familie Camondo durchgeführt.
- 1904 –  Die Restaurierung wurde von der jüdischen Gemeinde von Galata unter Vorsitz von Jak Bey de Leon durchgeführt.
- 1968 –  Umfassende Renovierung.
- 1979 –  Den Juden thrakischen Ursprungs zugewiesen.
- 1983 –  Letzte Hochzeit in der Synagoge.
- 1985 –  Aufgrund der schrumpfenden Gemeinde wird die Synagoge geschlossen und von der Neve-Schalom-Stiftung der 500. Yıl Vakfı  übergeben.
- 2001 –  Mit der finanziellen Unterstützung der Kamhi-Familie und den Spenden von Jak Kamhi wird die Synagoge als Museum eröffnet.[2]

## Museumsdesign

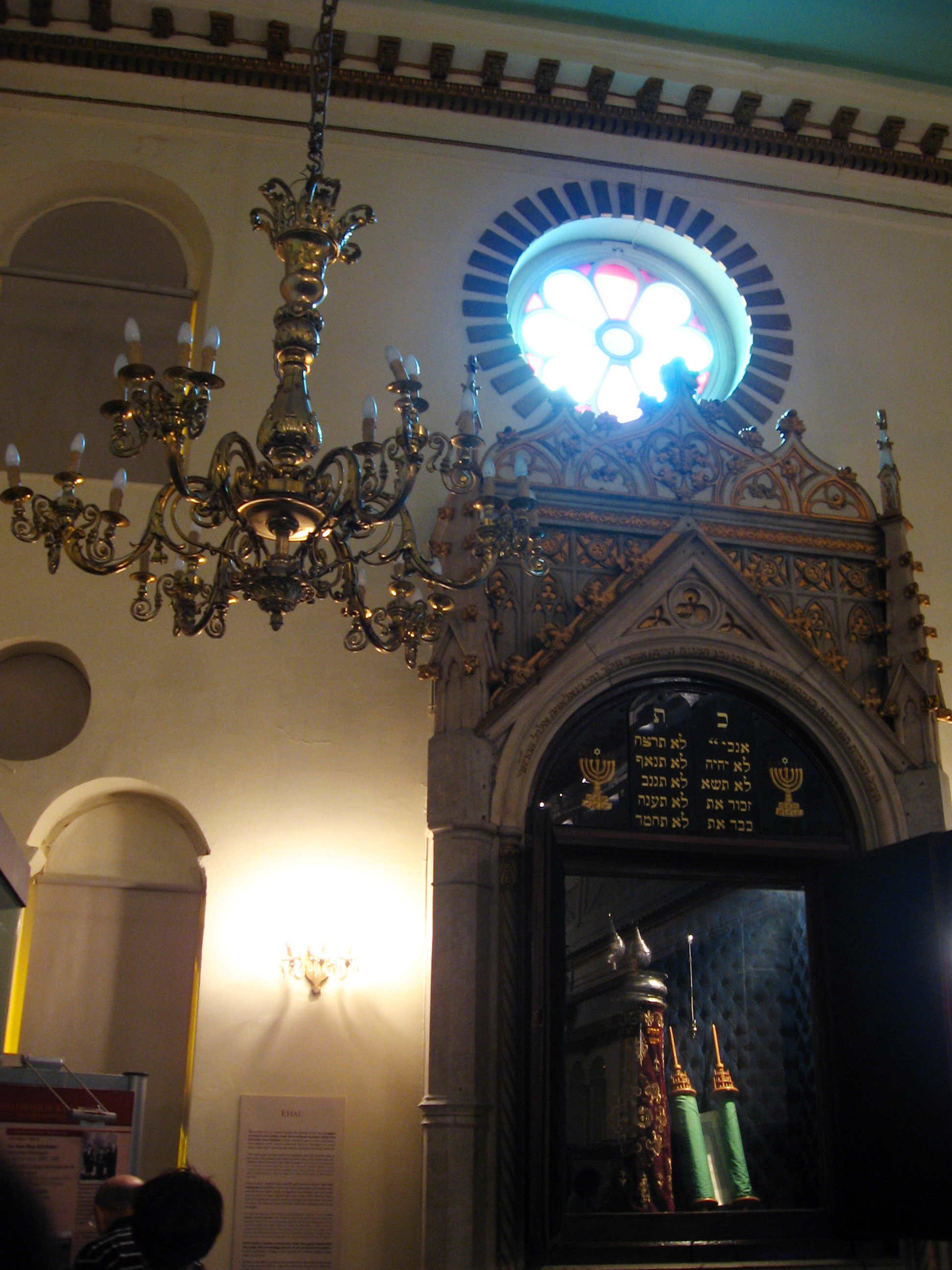
Toraschrein der Zülfaris-Synagoge

Das Jüdische Museum der Türkei umfasst Abteilungen über die sich vermischenden Kulturen der jüdischen und muslimischen Türken sowie ethnografische Berichte, welche die Traditionen der türkischen Juden abbilden, ebenso wie historische Berichte über die jüdische Odyssee aus Spanien in die Türkei.
Der Eingang zum Gebäude führt durch ein Eisentor in einen Innenhof, in dem sich Metallskulpturen von Nadia Arditti befinden. Die „Statue des Steigenden Feuers“ erinnert an die türkischen Juden, die im Kampf für das Osmanische Reich auf dem Balkan, in Dalmatien, auf dem Kaukasus, in Palästina, in Triponitanien, den Dardanellen, in Korea und dem Türkischen Befreiungskrieg kämpften.
Die achteckige Haupthalle an den Informationsschaltern des Eingangsgeschosses befasst sich mit der Zülfaris-Synagoge, der Institution des Chacham Baschi, dem Alltagsleben der in Istanbul und Anatolien lebenden Juden ebenso wie mit Artefakten in Form von Briefen, Karten, Tallit und Fermanen (Reichsdekrete). Es wird eine Kopie des Lausanner Vertrages gezeigt, der die Souveränität der Türkischen Republik anerkennt und den türkischen Juden ihre Minderheitenrechte zugestand. Der Toraschrein im gleichen Geschoss enthält zwei Torarollen. Ein anderer Bereich zeigt jüdische Akademiker, die während des Zweiten Weltkrieges und des Holocaust aus Europa in die Türkei flohen, sowie türkische Diplomaten, die den Juden während des Holocaust halfen – einige von ihnen wurden als Gerechte unter den Völkern geehrt.
Die Empore, die einst als Gebetssektion für die Frauen diente, enthält einige Zeichnungen, die das tägliche Leben der jüdischen Gemeinde abbilden. Das Erdgeschoss ist chronologisch als ethnografische Sektion organisiert – mit Fotografien und Plastiken von Geburt, Beschneidung, Hochzeiten, Kleidung, Juwelen von Juden etc.